# ميناء جيبوتي
ميناء جيبوتي هو ميناء يقع بمدينة جيبوتي عاصمة جيبوتي. يعمل الميناء مركزاً رئيسياً للتزود بالوقود وإعادة الشحن، وهو المنفذ البحري الرئيسي للواردات والصادرات من إثيوبيا المجاورة.